# Yūki Ōkubo
Yūki Ōkubo (jap. 大久保 裕樹 Ōkubo Yūki; ur. 17 kwietnia 1984) – japoński piłkarz występujący na pozycji obrońcy. Obecnie występuje w JEF United Chiba.

## Kariera klubowa
Od 2003 roku występował w klubach Sanfrecce Hiroszima, Kyoto Sanga FC, Tochigi SC, Tokushima Vortis, Matsumoto Yamaga FC i JEF United Chiba.